# Tomszk
Tomszk (oroszul: Томск) város Oroszországban, Szibéria délnyugati részén. A Tomszki terület központja. Neve a Tom folyó partján 1604-ben alapított Tom-erődéből (Томский острог) alakult ki.
Lakossága: 512 600 fő (2006); 524 669 fő (a 2010. évi népszámláláskor).

## Fekvése
Tomszk a Nyugat-szibériai-alföld délkeleti részén, a Tom folyó partján fekszik.

## Lakosság
1897-ben 52 221 lakosa volt.
1959-ben 248 823 lakosa volt.
1979-ben 420 730 lakosa volt.
1989-ben 501 963 lakosa volt.
2002-ben 487 838 lakosa volt, melyből 445 225 orosz (91,26%), 9900 tatár (2,03%), 6681 ukrán, 5653 német, 2899 azeri, 2049 fehérorosz, 1530 örmény, 1231 csuvas, 1176 üzbég, 975 koreai, 738 kazah, 707 zsidó, 673 lengyel, 560 burját, 534 moldáv, 511 mordvin, 428 baskír, 422 kirgiz, 414 grúz, 376 cigány, 353 tadzsik, 278 csecsen, 266 kínai, 263 litván, 258 hakasz, 256 lett, 256 udmurt, 226 avar, 190 tuva, 185 lezg, 156 ingus, 142 görög, 140 észt, 138 altáj, 135 mari, 113 oszét, 107 jakut, 106 szölkup stb.
2010-ben 524 669 lakosa volt, melyből 474 810 orosz (91,76%), 8896 tatár (1,72%), 5093 ukrán, 3816 német, 3264 üzbég, 2894 azeri, 2124 örmény, 1434 fehérorosz, 1306 kazah, 1244 kirgiz, 1059 koreai, 970 csuvas, 966 tuva, 816 burját, 739 tadzsik, 639 zsidó, 477 altaj, 455 hakasz, 431 lengyel, 421 moldáv, 396 kínai, 386 cigány, 372 baskír, 358 mordvin,341 grúz, 290 csecsen, 270 jakut, 229 avar, 226 udmurt, 189 lett, 182 litván, 169 lezg, 124 ingus, 116 észt, 110 vietnámi, 105 mari, 101 török stb.

## Közlekedés
A tomszki repülőtér (IATA: TOF, ICAO: UNTT) hivatalos nemzetközi repülőtér. Naponta több járat köti össze Moszkvával, Szocsival.

## Testvérvárosok
- Monroe, USA (Michigan)
- Tbiliszi, Grúzia
- Ulszan, (Dél-Korea)

- Подробная карта Томской области
- Сайт города Томска